# ألم الإباضة
أَلَمُ الإباضة (بالألمانية: Mittelschmerz) (وتَعني أَلَمُ مُنْتَصَفِ الدَّورَة) أو أَلَمٌ بَيْنَ الحَيْضَتَيْن، وهو مُصطَلح طبي يُستخدم للإشارة إلى ألم الإباضة. تُعاني منه 20% من النساء في كُل دورة شهرية أو بشَكلً مُتقطع.

## العلامات والأعراض
يتميز ألم الإباضة في منطقة أسفل البطن والحوض، يحدث عادةً في مُنتصف الدورة الشهرية. يظهر الألم بشكل مفاجئ ويستمر لعدة ساعات وفي بعض الأحيان قد يستمر حتى يومان أو ثلاثة أيام.
يتم في بعض الأحيان تشخيص ألم الإباضة على أنها زائدة دودية، فهي تُعتبر واحدة من التشخيصات التفريقية للزائدة الدودية لدى النساء في سن الإنجاب.

## العلاج
وجود الألم لا يدل على أن المرأة تُعاني من مرض ما. والدواء غير ضروري في هذه الحالة، ولكن يُمكن للمرأة تناول مسكن ألم في حال استمرار الألم لُمدة طويلة أو أن كان الألم قويًا.